# 셋쓰역
셋쓰역(일본어: 摂津駅, せっつえき)은 일본 오사카부 셋쓰시에 있는 오사카 고속철도 오사카 모노레일의 역이다. 역 번호는 21이다.
일본 국내의 철도역에서는 옛 국명과 동일한 시명을 붙이는 역에서 "~시 역"이 아니라 역은 현재, 본 역을 제외하면 홋카이도에 있어 3개역뿐이다.

## 역 구조
섬식 승강장 1면 2선의 고가역이다.

#### 승강장
| 승강장 | 노선                   | 행선                                                                     |
| ------ | ---------------------- | ------------------------------------------------------------------------ |
| 1      | ■ 오사카 모노레일 본선 | 다이니치・가도마시 방면                                                  |
| 2      | ■ 오사카 모노레일 본선 | 미나미이바라키・반파쿠키넨코엔・센리추오・호타루가이케・오사카 공항 방면 |

## 역 주변
- 셋쓰 시청
- 셋쓰 시 소방 본부
- 셋쓰 시립 청소년 운동 광장 - 셋쓰 축제장으로 쓰임.
- 셋쓰 시립 환경 센터
- 셋쓰 시립 온수 수영장
- 셋쓰 시립 미야케야나기다 초등학교
- 셋쓰 시립 마시타 초등학교
- 셋쓰 시립 제3중학교
- 오사카 부립 셋쓰 고등학교
- 세이쇼 고등학교
- 다이에 이바라키 식품 센터
- 일본 출판 판매 간사이 서비스 센터
- 시오노기 제약 셋쓰 공장, 의과학 연구소
- 셋쓰 시 상공 회관
- 기타오사카 유통 업무 단지
- 긴키 자동차도 셋쓰 키타 나들목
- 신칸센 도리카이 차량기지
- JR화물 도카이도 본선 화물 지선 오사카 화물 터미널 역
- 한큐 교토 본선 셋쓰시 역 - 약 1km 떨어져 있다.

## 역사
- 1997년 8월 22일: 오사카 모노레일 선 미나미이바라키 ~ 가도마시 역간 개통과 동시에 영업 개시.

## 사진

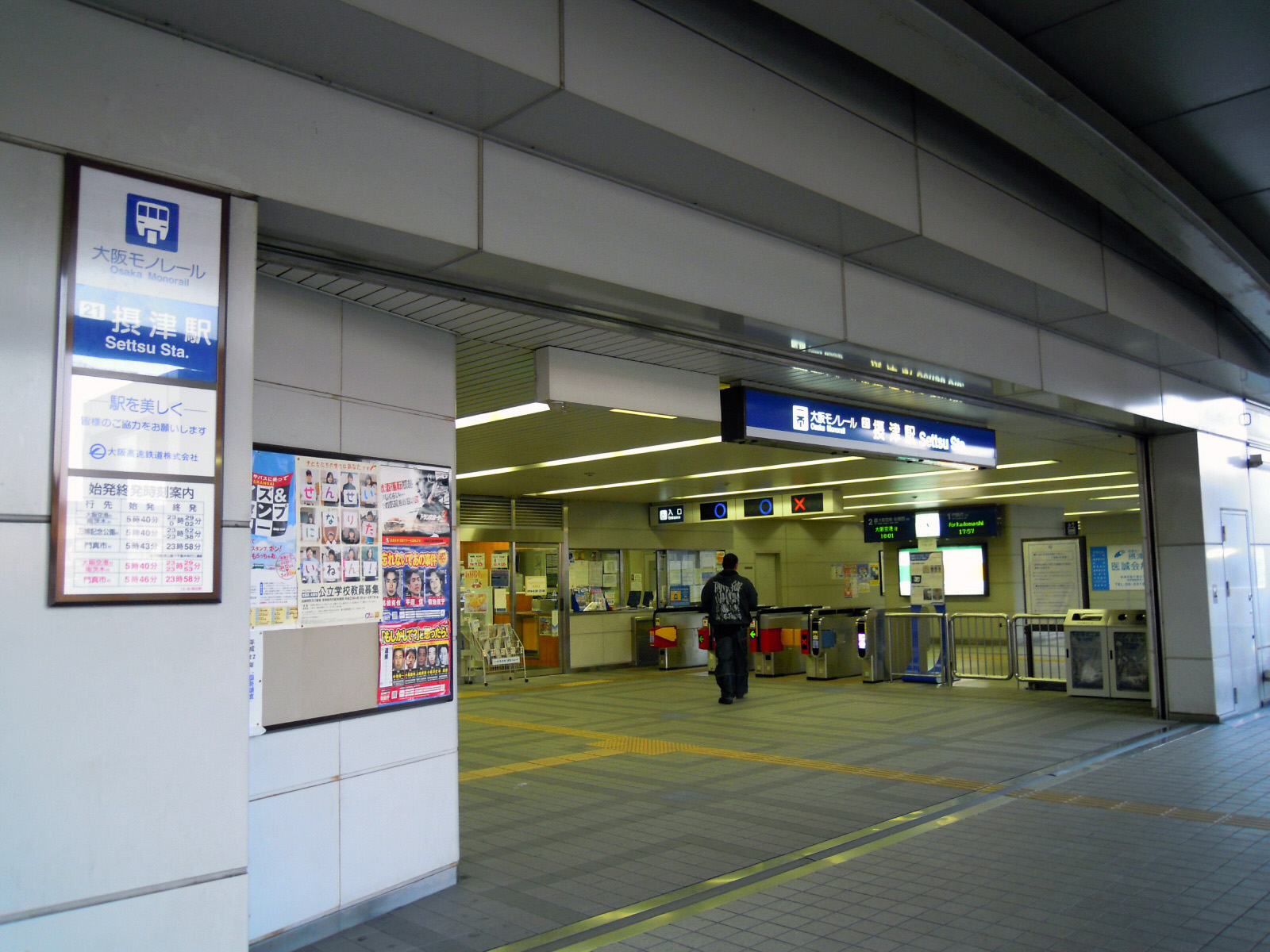
출입구

## 인접역
| 오사카 고속철도 ■ 오사카 모노레일 본선 | 오사카 고속철도 ■ 오사카 모노레일 본선 | 오사카 고속철도 ■ 오사카 모노레일 본선 |
| -------------------------------------- | -------------------------------------- | -------------------------------------- |
| 20 사와라기 오사카 공항 방면           |                                        | 미나미셋쓰 22 가도마시 방면            |